# Општина Булз (Бихор)
Булз (рум. Bulz) општина је у Румунији у округу Бихор.
Oпштина се налази на надморској висини од 680 m.